# Maculinea grisea
Maculinea grisea är en fjärilsart som beskrevs av Courvoisier 1913. Maculinea grisea ingår i släktet Maculinea och familjen juvelvingar. Inga underarter finns listade i Catalogue of Life.